# Братский государственный университет
Братский государственный университет — высшее учебное заведение основанное в 1957 году для подготовки высококвалифицированных инженерно-технических кадров.

## Основная история
В 1957 году в Братске был открыт учебно-консультационный пункт Иркутского филиала Всесоюзного заочного инженерно-строительного института. В 1959 году Братский учебно-консультационный пункт организационно вошёл в состав Иркутского политехнического института и уже в 1961 году он был реорганизован в общетехнический факультет этого института с учебным корпусом в посёлке Энергетик города Братска. С 1964 года в общетехническом факультете была открыта дневная форма обучения для подготовки специалистов по пяти специальностям. С 1968 года факультет расширяется и открывает второй учебный корпус. В 1969 году при факультете был открыт рабочий факультет (подготовительное отделение).
В 1974 году общетехнический факультет Иркутского политехнического института был реорганизован в Братский филиал этого института. Первым ректором этого филиала был назначен доктор технических наук, профессор Н. Н. Яценко. Структура филиала состояла из двух факультетов: электромеханического и строительного. В связи с укрупнением филиала было принято решение о строительстве третьего учебного корпуса. В 1975 году был открыт Усть-Кутский учебно-консультационный пункт Брянского филиала..
20 февраля 1979 года Постановлением Совета Министров СССР и Приказом министра высшего и среднего специального образования РСФСР № 99 на базе  Братского филиала Иркутского политехнического института было создано самостоятельное высшее учебное заведение — Братский индустриальный институт.  Первым ректором ново созданного института был назначен доктор технических наук, профессор О. П. Мартыненко. Структура института состояла из трёх факультетов: общетехнического, строительного и электромеханического. В 1984 году был введён в эксплуатацию третий учебный корпус и первое общежитие на шестисот мест, в 1986 году было построено второе общежитие на четыреста мест.
17 августа 1999 года  приказом министра образования Российской Федерации № 192 Братский индустриальный институт  был переименован в Братский государственный технический университет. В этот период для нужд института был введён в эксплуатацию четвёртый учебный корпус..
29 сентября 2004 года приказом директора Федерального агентства по образованию Российской Федерации № 135  Братский государственный технический университет был переименован в Братский государственный университет. В структуру университета входят шесть факультетов: гуманитарно-педагогический, экономики и строительства, транспортных систем и лесного комплекса, энергетики и автоматики, магистерской подготовки и заочного обучения,  четырнадцать общеинститутских кафедры, два колледжа: педагогический и целлюлозно-бумажный, а также  Межотраслевой региональный центр повышения квалификации и профессиональной переподготовки кадров. В профессорско-педагогический состав университета входят двести тридцать пять преподавателей, из них двадцать семь докторов наук и сто сорок три кандидата наук. Согласно локальному рейтингу вузов в Сибирском федеральном округе опубликованному рейтинговым агентством RAEX из 110 вузов входящих в СФО, только 38 вошло в локальный рейтинг и Братский государственный университет занял в нём 30 место. Так же БрГУ занимает 1 место в рейтинге вузов Братска и 270 место среди всех вузов России.

## Руководство
- Яценко, Николай Никанорович (1974—1980)
- Мартыненко, Олег Петрович (1980——2003)
- Белокобыльский, Сергей Владимирович (2003—2018)
- Гаспарян, Гарик Давидович (2018—2019)
- Ситов, Илья Сергеевич (с 2019)[2]

## Известные преподаватели и выпускники
- Денисов, Иван Павлович — инженер-гидротехник, кандидат технических наук, профессор. Заслуженный строитель РСФСР, лауреат Ленинской премии
- Чернышёв, Андрей Владимирович — член Совета Федерации Федерального Собрания Российской Федерации и депутат Государственной думы седьмого созыва
- Данилов, Константин Валерьевич — дважды Чемпион мира и трижды чемпион Европы по пауэрлифтингу
- Пашков, Владимир Игоревич — заместитель губернатора Иркутской области  и  первый заместитель Председателя Правительства Иркутской области
- Косаченко, Юрий Михайлович — участник войны в Афганистане, погиб при исполнении служебных обязанностей, кавалер ордена Красной Звезды (посмертно)